# Libertad (Uruguay)
Libertad es una ciudad uruguaya del departamento de San José. Es el principal centro urbano y sede del municipio homónimo. La ciudad es famosa por tener cerca el centro de reclusión más importante del Uruguay, el Penal de Libertad.

## Ubicación
La ciudad se encuentra localizada al sureste del departamento de San José sobre la ruta nacional N.º 1 a 52 km de la capital del país Montevideo y 41 km de San José de Mayo, la capital del departamento.

## Historia
Su nombre se inspira en los deseos de los primeros colonos de la zona, muchos de los cuales eran inmigrantes franceses de Alsacia y Lorena que escapaban de la invasión de sus territorios por parte del Imperio alemán (durante la Guerra Franco-Prusiana) y venían en busca de libertad. Su fecha de fundación más extendida es en 1872 por Carlos Clauzolles a orillas del río San José en campos que habían pertenecido al financista francés José Buschental, que según esta versión, años más tarde -tras las notables inundaciones que sufría la zona- la ciudad es trasladada unos kilómetros hacia el sur hasta su ubicación actual. Nuevas revisiones proponen que el proceso fundacional de la ciudad se realizó desde sus inicios en el actual emplazamiento y fue paralelo a los momentos de mayor auge de las instalaciones industriales de José Buschental que se encontraban más al norte, a orillas del río San José.
En las afueras de la ciudad se encuentra una de las cárceles de máxima seguridad más grandes del país que, paradójicamente, lleva el nombre de Libertad y en la dictadura cívico-militar recluyó a presos políticos.
A partir de la ley N.º 18.567 del 13 de septiembre de 2009 que decreta la creación del tercer nivel de gobierno, en el departamento de San José se crean dos municipios, siendo uno de ellos el municipio de Libertad que abarca la ciudad propiamente dicha y otros pequeños centros poblados, Cololó, Colonia Italia y el balneario Kiyú. 
En las elecciones municipales del 9 de mayo de 2010 fue elegido como primer alcalde del nuevo municipio Sergio Valverde (Partido Nacional) y como concejales, Fabio Reyes (Frente Amplio), Matías Santos (PN), José María Reyes (PN) y Eduardo Castro (PN).

## Población
Según el censo del año 2023 la ciudad cuenta con una población de 12 971 habitantes.
| 5609          | 5072 | 6107 | 7032 | 8353 | 9196 | 10 166 | 12 971 |
| (Fuente: INE) |      |      |      |      |      |        |        |

## Economía
La economía gira en torno a la producción de la granja, la lechería y recientemente la industria. En época reciente se han instalado numerosas industrias que revitalizaron la ciudad como es el caso de Bonprole (asociación entre Bongrain empresa francesa y Conaprole empresa uruguaya) dedicada a la fabricación de quesos de calidad y el abastecimiento para la multinacional McDonald's, LEB empresa brasilera dedicada a la fabricación de preformas de botellas Pet y de nylon film, Dirox (Grupo Stoppani) industria italiana cuyo giro es sector químico produciendo Sulfato Básico de Cromo (Salcromo), taninos sintéticos y vitamina K3 para su exportación, el emprendimiento de la Zona Franca de Libertad entre otras. Además cabe destacar que la ciudad y sus zonas aledañas es un importante polo de manufactura textil del país. Su producción agrícola aledaña es muy importante siendo parte de la cuenca lechera del sur del país y la destacada producción de papas, cereales, frutas y hortalizas. En años recientes se han concretado la instalación de diferentes industrias del sector automotor (Effa, Nissan, Takata, Tigre).

## Deportes
Existen dos equipos de fútbol locales. Uno siendo el Club Atlético Campana, asociado a la Liga Mayor de San José y, el otro, el Club Atlético Juventud Unida asociado a la Liga de Ecilda Paullier. También destacar al Club Atlético Progreso que se encuentra fuera de la actividad en la actualidad.
Otras disciplinas deportivas también son practicadas con diferente arraigo como vóleibol, básquetbol, rugby, tenis, atletismo, ciclismo y motociclismo.

## Educación
El Instituto secundario de la localidad, el liceo Libertad fue fundado el 15 de marzo de 1950, siendo esta la segunda institución liceal de mayor antigüedad del departamento, después del Liceo departamental de San José de Mayo. Tuvo como director y fundador al Ing. Agrónomo Octavio Pérez Monichón. La ciudad también cuenta con un local de la Escuela Técnica o UTU (Universidad del Trabajo del Uruguay), un colegio privado (colegio San José), cuatro escuelas públicas, la N.º 86 (de tiempo completo), la N.º 99 (que cuenta con comedor para los alumnos), la escuela N.º 107 para niños con capacidades diferentes y la N.º 49 denominada Escuela Francia, la primera en la ciudad fundada por los propios inmigrantes franceses. También se encuentra un jardín público dedicado a niños preescolares, el jardín N.º 113.

## Oriundos de Libertad
- Daniel Fernández Crespo, maestro y político, intendente de Montevideo y presidente del Consejo Nacional de Gobierno[cita requerida]